# José Manuel Barroso
José Manuel Durão Barroso, född 23 mars 1956 i Lissabon, är en portugisisk jurist och politiker som var Europeiska kommissionens ordförande från den 22 november 2004 till den 31 oktober 2014. Han var tidigare Portugals premiärminister åren 2002–2004. Han är sedan 1980 medlem i det liberalkonservativa partiet Partido Social Democrata (PSD) som är medlem i Europaparlamentets kristdemokratiska grupp Europeiska folkpartiet (EPP).

## Biografi
Barroso studerade juridik vid Lissabons universitet. Han har även avlagt en magisterexamen i statsvetenskap vid Universitetet i Genève. Därefter var han bland annat gästforskare vid Georgetown University i Washington, D.C. och direktör för institutionen för internationella relationer vid Lusíadauniversitetet i Lissabon åren 1995–1999.
Barroso var statssekreterare i inrikesministeriet 1985–1987, i utrikesministeriet 1987–1992 samt utrikesminister 1992–1995. Efter PSD:s valförlust var Barroso ledamot av Assembleia da República (parlamentet) och ordförande i dess utrikesutskott 1995–1996. Han blev 1999 vald till PSD:s ordförande och 2002 till Portugals premiärminister. Som premiärminister tog han beslut om att delta i USA:s koalition av villiga inför Irakkriget 2003. Efter att blivit utnämnd till ordförande i EU-kommissionen 2004 avgick han som premiärminister och partiledare och efterträddes av Pedro Santana Lopes.
Innan Barrosos kommission kunde tillträda, tvingades Barroso efter en tvist med Europaparlamentets majoritet att bland annat byta ut den tilltänkte kommissionären för människorättsfrågor, italienaren Rocco Buttiglione. Kommissionen Barroso I kunde därför tillträda först i november 2004, en månad senare än planerat. Den 10 februari 2010 tillträdde Kommissionen Barroso II och Barroso blev därmed den tredje ordförande för Europeiska kommissionen som blivit omvald (de tidigare var Walter Hallstein 1958–1967 och Jacques Delors 1985–1995).